# Rio Porcu (Vaslui)
O Rio Porcu (Vaslui) é um rio da Romênia, afluente do Vaslui, localizado no distrito de Olt.